# アイスランドの世界遺産
アイスランドの世界遺産（アイスランドのせかいいさん）はユネスコ（UNESCO）の世界遺産に登録されているアイスランド国内の重要な文化・自然遺産を指す。剪定基準は1972年制定のUNESCO「世界遺産条約」（英: World Heritage Convention）に準拠する。
アイスランドは同条約受諾書を1995年12月19日に提出し、各遺産の一覧に登録できるようになった。
2020年時点でアイスランドには世界遺産が3件あり、シンクヴェトリル国立公園は2004年に第1号の指定を受けた。追ってスルツェイ島（2008年）とヴァトナヨークトル国立公園（2019年）の2件も指定された。前者は文化遺産、残りの2件は自然遺産である。
アイルランド政府は指定遺産に加えて、暫定リストに6件をあげている。シンクヴェトリルは文化遺産に指定を受ける前に、一度は自然遺産相当部分を含めた指定を検討して暫定リストに載り、また2度目にはヴァイキングの世界遺産として国境を越えた複数地点の一括指定を目指して暫定リストに推された。

ユネスコ世界遺産の選定は10分類（英語）に従って、1件以上の分類に該当することが条件である。文化遺産は分類 i から vi に相当し、自然遺産は同 vii から x に該当する。

## 文化遺産
シンクヴェトリル国立公園 - Bláskógabyggð
シンクヴェトリルは国内西部の活火山帯に位置し、大規模な地殻変動が際立つ。西暦930年頃から1798年までアイスランド全体を代表する野外集会が毎年2週間開かれた。これをオルシング（en:Althing）と呼び、紛争の解決や法律の制定にあてた。オルシングは議会として現存し、世界最古である。芝と石で造った設備の遺構が50前後残り、地下には10世紀の遺跡が埋まっている。

## 自然遺産
スルツェイ島
スルツェイ島は1963年から1967年に噴火を重ねた火山島である。アイスランドの南海岸から沖合いおよそ32km にある。1964年以降、島外由来の遺伝子頻度の個体群を研究する調査が行われてきた（創始者効果の研究)。上陸できるのはごく少数の許可を受けた研究者に限定され、島ができて以来、環境が撹乱されていない。
ヴァトナヨークトル国立公園 – 炎と氷のダイナミックな自然景観
氷帽の規模がヨーロッパの氷河で2番目のヴァトナヨークトル国立公園は、地域内に複数の火山があり、そのうちの2座は国内で最も火山活動が盛んである。氷河と火山が接する地域にはさまざまな自然現象が発生し、氷河の洪水「ヨーコショプ」（英: jökulhlaup アイスランド語発音: [ˈjœːkʏl̥ˌl̥œip]  発音) 。氷河の突発的な洪水（outburst flood）の原因は、氷河の周縁部で発生する噴火（氷底噴火による。
| 名称                       | 所在地             | 記載（年） | UNESCOデータ             |
| -------------------------- | ------------------ | ---------- | ------------------------ |
| ヴァトナヨークトル国立公園 | アイスランド南東部 | 2019       | 1604 分類viii（自然）    |
| シンクヴェトリル国立公園   | アイスランド西部   | 2004       | 1152 分類iii, vi（文化） |
| スルツェイ島               | ヴェストマン諸島   | 2008       | 1267 分類ix（自然）      |

## 複合遺産
なし

## 暫定リスト
世界遺産に認定されていないものの、加盟国の権利により暫定リストとして、将来、遺産審査にかける候補を公表することができる。また、暫定リストにあがることは、世界遺産選定の審査の要件でもある。2019年時点のアイスランドの暫定リストには次の6件が載っている。
ブレイザフィヨルズル自然保護区
アイスランド西海岸に位置するこのBreiðafjörður湾は水深が浅い。島や島嶼が浮かび、鳥類のコクガンの仲間（Branta benicla）や コオバシギ (Calidris canutus）などには貴重な繁殖地である。一帯はアイスランドに人類が住み始めた頃から続く居住地として、地域社会は環境と共存する土地利用を続けてきた。

ミーヴァトン湖とラクサ川
ミーヴァトン湖の湖岸とラクサ川に沿って続く豊かな緑は、この地域を取り巻く周辺の火山性の地形とコントラストが著しい。湖は浅く、栄養に富み水生昆虫が多く、食物連鎖の上位の水鳥を支えている。ガンカモ類15種の繁殖地でもある。
ヴァイキングの記憶と遺構 / シンクヴェトリル国立公園
6ヵ国9ヵ所の登録地を一括でリストにあげたうちの一つ。ヴァイキング時代（Viking Age）の顕著な例として記載。シンクヴェトリル国立公園ほかの地域はすでに個別に世界遺産に指定済みである。
シンクヴェトリル国立公園
すでに文化遺産として登録済みの地域について、その自然の要素を推薦する。当該の地域はまた地殻変動と火山活動、氷河の形成が見られる。また種の多様性にとっても貴重な地域である。魚類はen:Þingvallavatn 湖に生息するホッキョクイワナ (Salvelinus alpinus) が、1万年をかけずに4つの亜種に分化した。
芝土の伝統的な家
芝土の家（turf house）の伝統はアイスランドに最初に渡ってきた人々が持ち込み、その源流はロングハウス（longhouse）に見ることができる。木組みの構造物の外壁を芝土で塗り込めてある。外形と用途は時代を経て変化し、地域の気象や人々の求めに合わせてきた。暫定リストには代表的な14ヵ所を載せた。
トルヴァヨークトル（英語）火山群／フャラバック自然保護区
トルヴァヨークトルの火山群には流紋岩質の成層火山と、氷底火山が含まれる。火山と氷河の相互作用によるこの岩石形成の研究にとって重要な一帯である。この地域の地学的なシステムは、ほかに類を見ない多様な要素を示し、たとえば温泉や噴気孔、酸性の水が枯れた噴気孔（mudpool）や硫黄ガスがわく噴気孔などである。また生物にとっては固有の好熱性の細菌であるサーマス・サーモフィルスや古細菌が見られる。
| 名称                                                 | 所在地           | 記載（年） | UNESCOデータ                  |
| ---------------------------------------------------- | ---------------- | ---------- | ----------------------------- |
| en:Breiðafjörður 自然保護区                          | アイスランド北部 | 2011       | 分類ii、v、x（複合）          |
| ミーヴァトン湖とラクサ川                             | アイスランド北部 | 2011       | 分類viii、ix、x（自然）       |
| ヴァイキングの記憶と遺構／ シンクヴェトリル国立公園* | Bláskógarbyggð   | 2011       | 分類iii（文化）               |
| シンクヴェトリル国立公園                             | Bláskógarbyggð   | 2011       | 分類vii、viii、ix、x （自然） |
| 芝土の伝統的な家屋                                   | 14ヵ所           | 2011       | 分類iii、iv（文化）           |
| トルヴァヨークトル火山群／ フャラバック自然保護区    | アイスランド南部 | 2013       | 分類vii、viii（自然）         |